# Xanthorhoe baicalata
Xanthorhoe baicalata là một loài bướm đêm trong họ Geometridae.